# Elvira Possekel
Elvira Possekel (* 11. April 1953 in Köln) ist eine ehemalige deutsche Leichtathletin, die – für die Bundesrepublik startend – bei den Olympischen Spielen 1976 in Montréal die Silbermedaille in der 4-mal-100-Meter-Staffel gewann (42,59 s, zusammen mit Inge Helten, Annegret Richter und Annegret Kroniger). Im 100-Meter-Lauf dieser Spiele schied sie im Zwischenlauf aus.
Sie nahm auch teil an den Europameisterschaften 1974 in Rom (200-Meter-Lauf) und den Europameisterschaften 1978 in Prag (100-Meter-Lauf und 4-mal-100-Meter-Staffel), jedoch ohne Medaillenerfolge. Bei den Halleneuropameisterschaften 1976 in München gewann sie Bronze im 60-Meter-Lauf.
Elvira Possekel gehörte bis 1974 dem LC Bonn an, danach bis 1976 der LG Bonn-Troisdorf und danach dem SV 04 Bayer Leverkusen. 1977 gewann sie die deutsche Meisterschaft im 100-Meter-Lauf. In ihrer aktiven Zeit hatte die 1,60 m große Athletin ein Wettkampfgewicht von 49 kg. Sie machte zunächst ihren Fachhochschulabschluss als Diplom-Sozialpädagogin und studierte danach Sport an der Sporthochschule Köln.

## Bestleistungen
- 100 Meter: 11,42 s (1976)
- 200 Meter: 23,36 s (1976)